# اینگرم مایکرو

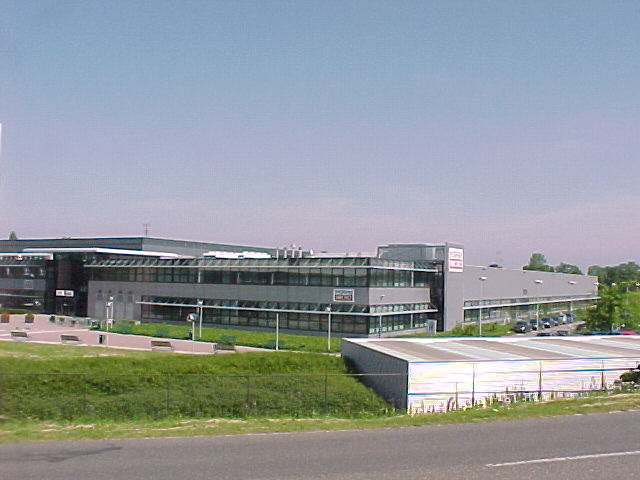
یکی از مراکز توزیع اینگرم مایکرو، در رزمالن

اینگرم مایکرو، (به انگلیسی: Ingram Micro) شرکت فناوری اطلاعات و ارتباطات آمریکایی است، که در زمینه توزیع قطعات الکترونیکی، کامپیوترهای شخصی، لپ‌تاپها، سخت‌افزارهای رایانه‌ای و نرم‌افزار، بازی‌های ویدئویی و ارائه خدمات لجستیکی فعالیت می‌نماید.
شرکت اینگرم مایکرو در سال ۱۹۷۹ راه‌اندازی شد و در حال حاضر بزرگترین عمده‌فروشی تجهیزات الکترونیکی و رایانه‌ای در جهان می‌باشد، همچنین بزرگترین توزیع‌کننده محصولات شرکت‌های اچ‌پی، آی‌بی‌ام، اپل، ایسر، لنوو، سیسکو، سامسونگ و مایکروسافت به‌شمار می‌آید.
دفتر مرکزی این شرکت در شهر سانتا آنا، کالیفرنیا قرار دارد و سهام آن در بازار بورس نیویورک معامله می‌شود. در سال ۲۰۱۶ شرکت اینگرم مایکرو در فهرست فرچون ۵۰۰ رتبه ۶۴ از بزرگترین شرکت‌های ایالات متحده آمریکا را به خود اختصاص داد.
در دسامبر ۲۰۱۶، شرکت چینی تیانهای (که در حال حاضر مشهور به اچ‌ان‌ای تکنولوژی)، یک شرکت وابسته به گروه اچ‌ان‌ای است، این شرکت را تصاحب کرد.

## تاریخچه
در ژوئیه سال ۱۹۷۹ توسط یک زوج زن و شوهر، گزا سیج (به انگلیسی: Geza Czige) و لورن مکه (به انگلیسی: Lorraine Mecca) که هر دو معلم بودند، اینگرم مایکرو را تأسیس کردند. این شرکت در جنوب کالیفرنیا آغاز به کار کرد و در سال اول تجارت تقریباً ۳٫۵ میلیون دلار فروش داشت. این شرکت به سرعت در سراسر کشور گسترش یافت و در سال ۱۹۸۳ عرضه عمومی خود را برگزار کرد. صنایع اینگرم در فوریه ۱۹۸۶ اکثریت سهام Micro D را بدست آورد و بعد از آن مابقی سهام Micro D در مارس ۱۹۸۹ را تصاحب کرد.
در همین حال در سال ۱۹۸۲، تنها سه سال بعد از تأسیس Micro D، تعدادی سرمایه‌گذار در بافلو، نیویورک شرکت توزیع نرم‌افزار اینگرم (به انگلیسی: Ingram Distribution Group) تأسیس کردند، که بخشی از صنایع اینگرم بود و در بهار ۱۹۸۵ نام آن را اینگرم سافت‌ور گذاشتند. اینگرم سافت‌ور در دسامبر ۱۹۸۵ با خرید Softeam در کامپتن، کالیفرنیا یکی از شرکت‌های نرم‌افزاری کالیفرنیا شد که در فوریه ۱۹۸۸ به اینگرم کامپیوتر تغییر نام داد.
در ماه مه ۲۰۰۹ مرکز خدمات مشترک در مانیل، فیلیپین شروع به کار کرد.
در فوریه سال ۲۰۱۶، اینگرم، توسط شرکت چینی Tianjin Tianhai که شرکت وابسته گروه اچ‌ان‌ای است، به مبلغ ۶ میلیارد دلار خریداری شد و اینگرم، پس از تکمیل، بخشی از سرمایه‌گذاری Tianjin Tianhai، یکی از شرکت‌های تابعه گروه اچ‌ان‌ای شد. و آلن مونی، مدیر اجرایی اینگرم، در سمت خود ماند. گزارش‌ها حاکی از آن است که این معامله، اینگرم را به عنوان بزرگ‌ترین مولد درآمد برای گروه اچ‌ان‌ای ساخته‌است. دلیل استراتژیک معامله، رسیدن بهتر به «فرصت‌های تجاری در بازارهای نو ظهور بود، که نرخ‌های رشد بالاتر و سودآوری بهتر را داشتند»، خدمات گروه اچ‌ان‌ای و حضور آنها در چین برای کمک به رشد اینگرم در نظر گرفته شده‌بود. که در دسامبر ۲۰۱۶ این معامله کامل شد.
از اکتبر ۲۰۱۷، DocuSign و اینگرم با هم همکاری می‌کنند. در دسامبر ۲۰۱۷، اینگرم، توانمندی‌های امنیتی سایبری خود را گسترش داد.
در مه ۲۰۱۸، اینگرم مایکرو CloudBlue را ایجاد کرد.